# Draba pamirica
Draba pamirica là một loài thực vật có hoa trong họ Cải. Loài này được (O.Fedtsch.) Pohle mô tả khoa học đầu tiên năm 1915.